# Schweizerische Bodensee-Schifffahrt

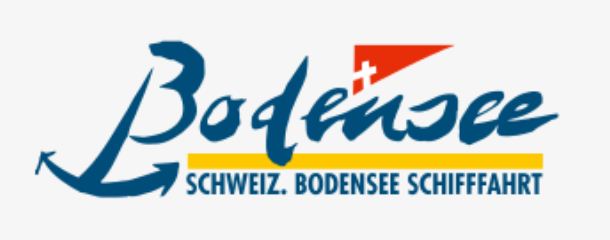
Logo der Schweizerischen Bodensee-Schifffahrt (SBS)

Die Schweizerische Bodensee-Schifffahrt (SBS) oder SBS Schifffahrt AG führt mit ihrer Flotte regelmässigen Kursverkehr sowie Ausflugsfahrten auf dem Obersee und auf dem Alten Rhein zwischen Altenrhein und Rheineck durch. Die Aktiengesellschaft hat ihren Sitz in Romanshorn und entstand 1996, als die Schweizerischen Bundesbahnen (SBB) ihren Schiffsbetrieb auf dem Bodensee auslagerten. Seit 2007 ist der Schifffahrtsbetrieb Rorschach in die SBS integriert.
Die SBS ist eines der vier Mitglieder des Interessenverbands Vereinigte Schifffahrtsunternehmen für den Bodensee und Rhein. Er koordiniert die Fahrpläne und Tarife der Bodensee-Schifffahrt.

## Liniennetz
| Fahrplanfeld | Linie                                                             | Betriebszeit | Bemerkung                            |
| ------------ | ----------------------------------------------------------------- | ------------ | ------------------------------------ |
| 3800         | Lindau–Rorschach–Romanshorn–Kreuzlingen–Konstanz–Mainau–Meersburg | Sommersaison |                                      |
| 3801         | Romanshorn–Immenstaad–Hagnau–Altnau–Güttingen–Romanshorn          | Sommersaison |                                      |
| 3810         | Fährlinie Friedrichshafen–Romanshorn                              | ganzjährig   | gemeinsam betrieben mit den BSB      |
| 3830         | Rorschach–Rheineck                                                | Sommersaison | früher Schifffahrtsbetrieb Rorschach |

## Flotte
| Schiff     | Bild                                                                        | Indienststellung | Kapazität Passagiere | Innensitzplätze | Länge über alles | Heimathafen                         | Bemerkung                                                                                |
| ---------- | --------------------------------------------------------------------------- | ---------------- | -------------------- | --------------- | ---------------- | ----------------------------------- | ---------------------------------------------------------------------------------------- |
| St. Gallen | Die St. Gallen vor Uttwil (2014)                                            | 1967             | 650                  | 188             | 51,2 Meter       | Romanshorn                          | im Winter 2019/2020 modernisiert und mit neuem Motor versehen                            |
| Thurgau    | Die Thurgau bei Uttwil (2012)                                               | 1932             | 500                  | 180             | 49 Meter         | Romanshorn                          |                                                                                          |
| Zürich     | Die Zürich bei der Insel Mainau (2019)                                      | 1933             | 500                  | 160             | 49 Meter         | Romanshorn                          |                                                                                          |
| Säntis     | Die Säntis im Heimathafen Romanshorn (2021)                                 | 1956             | 180                  | 114             | 40,5 Meter       | Romanshorn                          | im Frühjahr 2017 modernisiert                                                            |
| Romanshorn | Die Romanshorn bei der Hafenausfahrt (2011)                                 | 1958             | 560                  | 100             | 55,5 Meter       | Romanshorn                          | 2016 mit neuen Motoren ausgestattet                                                      |
| Euregia    | Die Euregia bei der Einfahrt in den Hafen Friedrichshafen (2009)            | 1996             | 700                  | 300             | 60 Meter         | Romanshorn                          | gemeinsam betrieben mit den BSB                                                          |
| Rhynegg    | Die Rhynegg ist das grösste der drei SBS-Schiffe mit Heimathafen Rorschach. | 1977             | 300                  | 112             | 31,2 Meter       | Rorschach                           | Schweizerdeutscher Name für Rheineck                                                     |
| Rhyspitz   | Die Rhyspitz auf Kurs von Altnau nach Immenstaad (2013).                    | 1970             | 150                  | 50              | 28,6 Meter       | Romanshorn (ursprünglich Rorschach) | Schweizerdeutscher Name für Rheinspitz, verkehrt im Querverkehr Altnau–Immenstaad–Hagnau |
| Alte Rhy   | Die Alte Rhy auf Kurs Altnau nach Hagnau (2013).                            | 1983             | 60                   | 36              | 22 Meter         | Rorschach                           | Schweizerdeutscher Name für Alter Rhein                                                  |

### Zuverlässigkeit der Flotte
Im Frühling und im Herbst 2022 musste der Fährbetrieb zwischen Romanshorn und Friedrichshafen jeweils für mehrere Wochen wegen ungenügender Zuverlässigkeit der Schiffe eingeschränkt werden. Obwohl bei der 1958 in Betrieb genommenen MF Romanshorn im Winter 2015/16 die Motoren ersetzt wurden, mussten nach nur sechs Jahren beide Motoren komplett ausgebaut und zerlegt werden. Mehrere Schiffe der SBS sind an ihrem Lebensende angekommen. Ersatzteile sind nicht mehr lieferbar und es fehlt an Geld für eine Modernisierung. Bei der Konstruktion der Euregia wurden Komponenten verbaut, die zum Teil noch aus der DDR-Zeit stammten.
Im Gegensatz zu den Konstanzer Bodensee-Schiffsbetrieben (BSB), die bis 2035 mit acht neuen Schiffen ihre Flotte modernisieren werden, schliesst die finanzielle Situation der SBS die Beschaffung neuer Schiffe aus.

## Geschichte

### 19. Jahrhundert
→ Abschnitt Schifffahrtsbetriebe im Artikel Schweizerische Nordostbahn

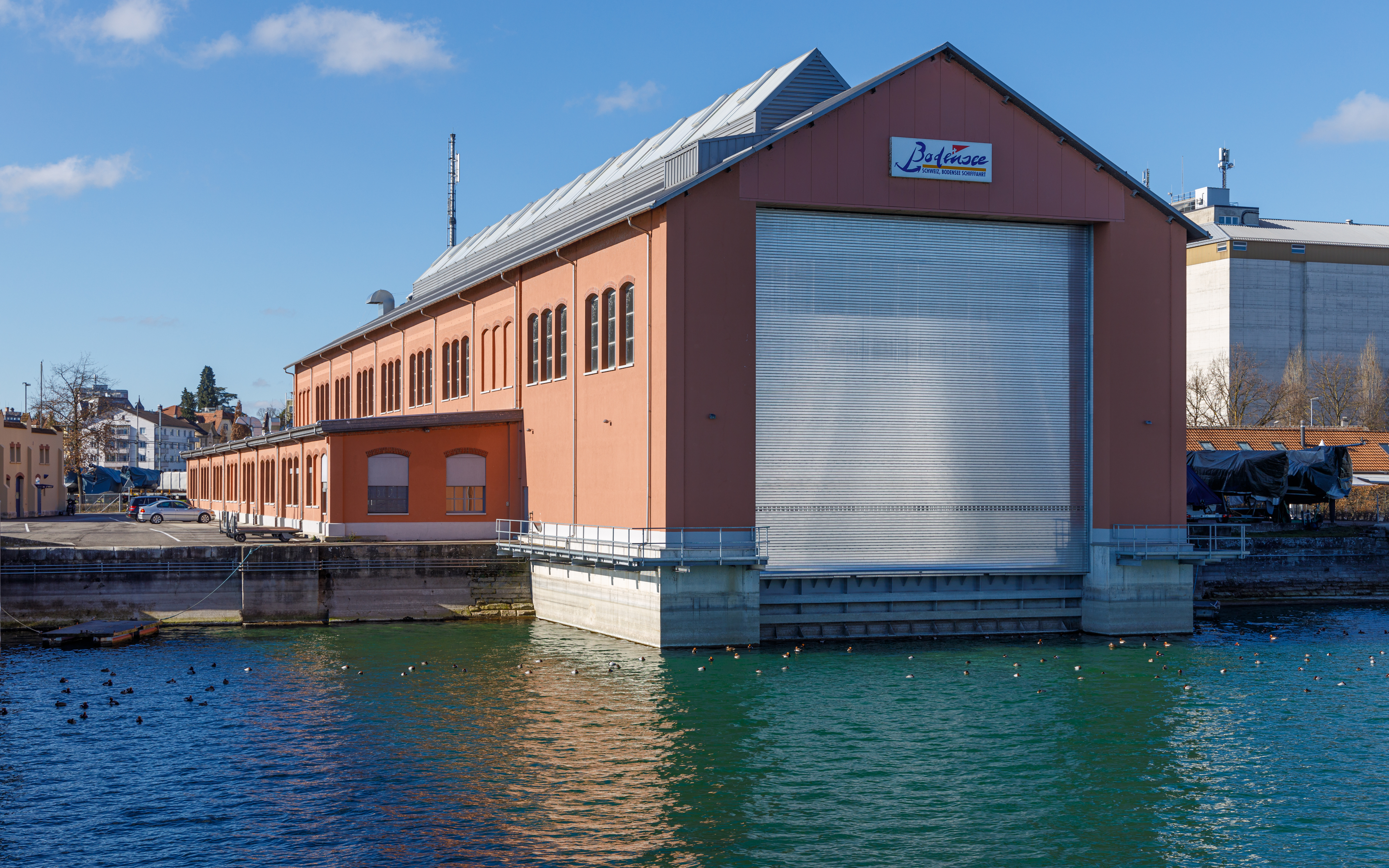
SBS-Werft Romanshorn

### 20. und 21. Jahrhundert
Die Schweizerische Nordostbahn (NOB) mitsamt ihrer Bodenseeschifffahrt wurde 1902 von den neugegründeten Schweizerischen Bundesbahnen (SBB) übernommen. 1929 wurde zwischen Romanshorn und Friedrichshafen ein Autofährbetrieb eingerichtet. Während des Zweiten Weltkriegs waren alle internationalen Schiffsverbindungen eingestellt und der landesinterne Schiffsverkehr wurde nur beschränkt aufrechterhalten. 1949 normalisierte sich der Schiffsverkehr über den Bodensee wieder, 1955 nahm auch die Autofähre ihren Betrieb zwischen Romanshorn und Friedrichshafen auf. 1976 stellten die SBB den Trajektverkehr ein.

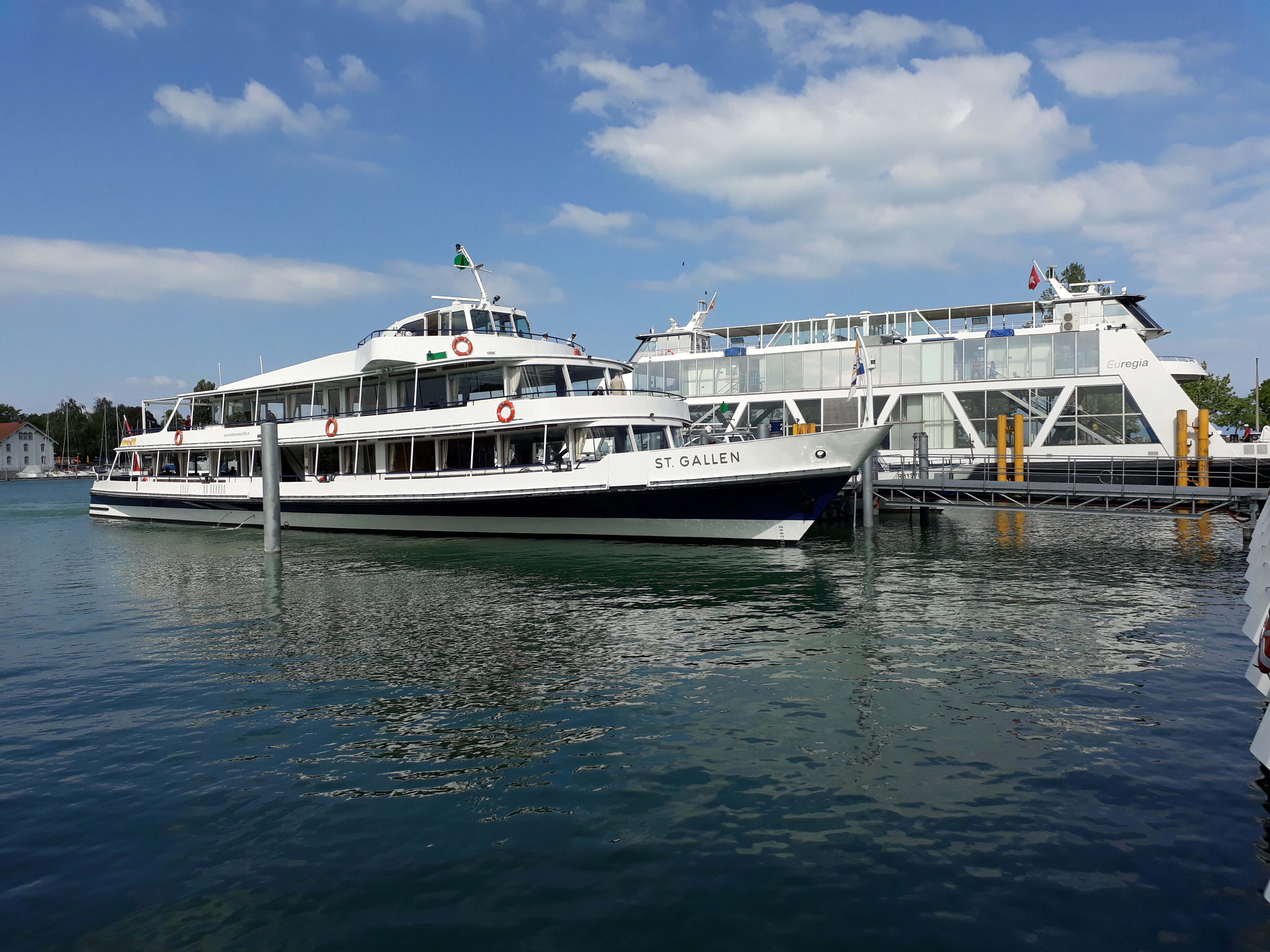
Flaggschiff St. Gallen und Fähre Euregia im Heimathafen Romanshorn.

1996 lagerten die SBB ihren Schiffsbetrieb mit Werft und Anlagen in die neu entstandene Schweizerische Bodensee-Schiffahrtsgesellschaft AG (SBS) aus. Im Frühjahr 2005 wurde bekannt, dass die SBB den Verkauf ihrer 97,5 Prozent Mehrheitsbeteiligung an die Stadtwerke Konstanz planen. In der Schweiz regte sich Widerstand gegen den Verkauf ins Ausland und die Aktien wurden von privaten Schweizer Investoren übernommen. Eine Minderheit ging an Vorarlberger Tourismusunternehmer Walter Klaus, der an der Vorarlberg Lines-Bodenseeschifffahrt beteiligt war. 2007 ging der Schifffahrtsbetrieb Rorschach in der SBS auf; die Gemeinden Rorschach, Thal und Rheineck besitzen seither einen Drittel SBS-Aktien.
2010 wurde ein neuer 270 Meter langer Anlegesteg in Altnau eröffnet, ein Jahr später folgte ein Steg in
Uttwil.
Im Jahr 2014 wurde die denkmalgeschützte Werft in Romanshorn umgebaut und vergrössert. Dabei wurde das Werftgebäude um 19 Meter in den See hinein erweitert und damit zur grössten Werft am Bodensee. 2020 liess die SBS ihre Mitarbeiter gesetzeswidrig eine individuelle Vereinbarung über Ausnahmeregelungen zum Arbeitszeitgesetz unterschreiben. Nachdem das Bundesamt für Verkehr (BAV) eine Beschwerde der Gewerkschaft des Verkehrspersonals (SEV) gegen die SBS guthiess, erzielten das Schifffahrtsunternehmen und die Gewerkschaft eine gütliche Einigung.
2021 änderte die Gesellschaft ihre Firma in Schweizerische Bodensee-Schifffahrt AG.
Die SBS verkaufte 2023 dem Schiffsbergeverein Romanshorn unter der Leitung von Silvan Paganini alle Rechte und Pflichten am Wrack des Dampfschiffs Säntis, Baujahr 1892, welches derzeit auf dem Grund des Bodensees liegt.
Auf die Saisoneröffnung 2024 wurde die Gültigkeit des Generalabonnements (GA) so angepasst, dass es für Fahrten an deutsche und österreichische Häfen, mit Ausnahme des Fährbetriebs, nur noch als Halbtax angerechnet wird.